# Lemsdorfer Weg 22, Salzmannstraße 2 (Magdeburg)

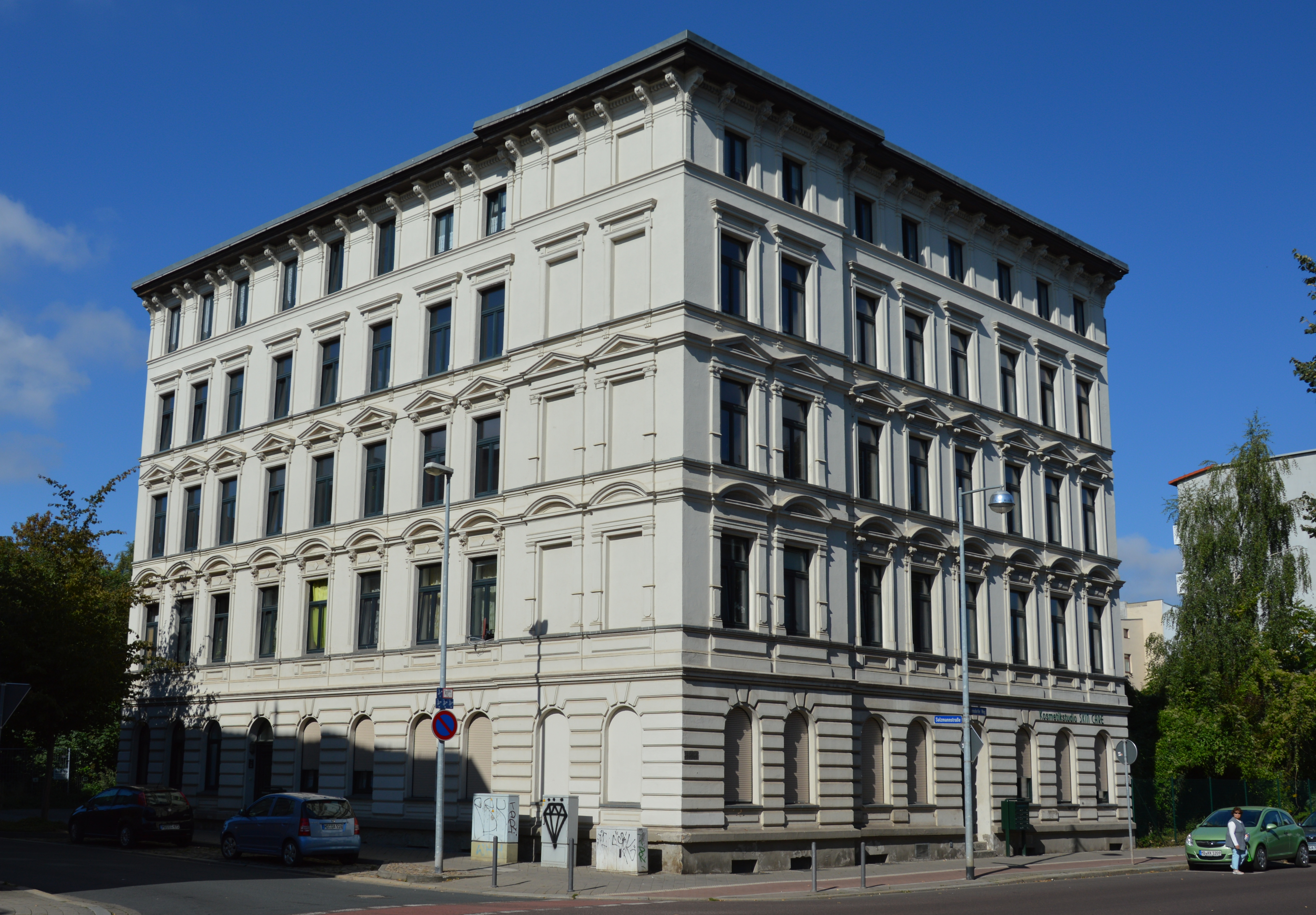
Lemsdorfer Weg 22, Salzmannstraße 2

Das Haus Lemsdorfer Weg 22, Salzmannstraße 2 ist ein denkmalgeschütztes Gebäude in Magdeburg in Sachsen-Anhalt.

## Lage
Es befindet sich in einer markanten Ecklage an der Einmündung der Salzmannstraße auf den Lemsdorfer Weg im Stadtteil Sudenburg.

## Architektur und Geschichte
Das viereinhalbgeschossige Wohn- und Geschäftshaus entstand am Ende des 19. Jahrhunderts. Der repräsentativ gestaltete verputzte Bau ist mit einer Fassade im Stil der Neorenaissance versehen. Im Erdgeschoss besteht eine Rustizierung. Oberhalb der Fensteröffnungen im ersten Obergeschoss sind Segmentgiebel, im zweiten Obergeschoss Dreiecksgiebel angeordnet. Die Ecklage, die dem Gebäude eine besondere städtebauliche Bedeutung gibt, wird durch einen Seitenrisalit betont.
Im örtlichen Denkmalverzeichnis ist das Wohn- und Geschäftshaus unter der Erfassungsnummer 094 82090 als Baudenkmal verzeichnet. Vermutlich versehentlich wird das Haus darüber hinaus auch unter der Adresse Salzmannstraße 2 mit der Erfassungsnummer 094 77005 geführt.